# Ornithogalum pumilum
Ornithogalum pumilum là một loài thực vật có hoa trong họ Măng tây. Loài này được Zahar. mô tả khoa học đầu tiên năm 1982.